# اخترشناسی دامنه زمانی

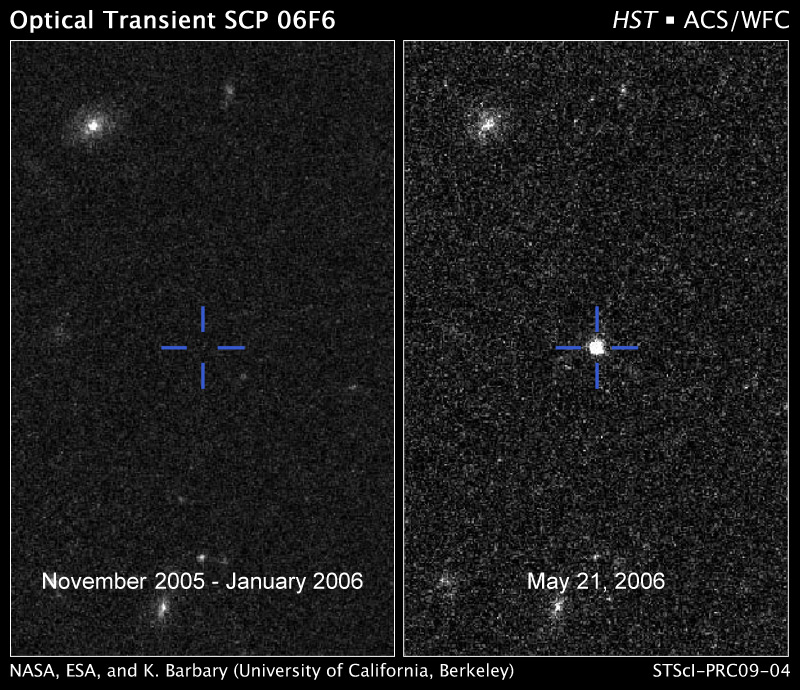
نمایی از ظهور ناگهانی «شیء مرموز» گذرا SCP 06F6 در میدان دید هابل. تصویر، یک نمای بزرگ‌شده است. رویداد ستاره‌شناسی گذرا، یک جسم یا رویداد آسمانی است که می‌تواند از چند ثانیه تا چند روز، هفته یا حتی چند سال باشد.

رویداد ستاره‌شناسی گذرا یک جسم یا رویداد آسمانی است که مدت زمان رویداد آن می‌تواند از چند ثانیه تا چند روز، هفته یا حتی چند سال باشد. این مفهموم، در برابر مقیاس زمانی میلیون یا میلیارد سال است که در آن کهکشان و اجزای آن مانند ستاره‌های آن در کیهان، دگرگون می‌شوند. این واژه به تنهایی برای پدیده‌های بزرگ دگرهستی‌ها در ژرفای آسمان مانند ابرنواختر، نواختر، انفجار نواختر کوتوله، رویداد اختلال کشندی، انفجار پرتوی گاما، و همچنین ریزهمگرایی گرانشی، گذر، و گرفت بکار می‌رود. این رویدادها بخشی از موضوع گسترده‌تر ستاره‌شناسی زمان محور هستند.

## تاریخچه
پیش از ساخت تلسکوپ، رویدادهای این چنینی که در کهکشان راه شیری یا نزدیک آن اتفاق می‌افتادند و با چشم غیرمسلح قابل دید بودند بسیار کم بودند. حتی گاهی دیدن دوباره این پدیده‌ها صدها سال طول می‌کشید. اگرچه، چنین پدیده‌هایی در دوران کهن ثبت شده‌اند. مانند اس‌ان ۱۰۵۴ که ستاره‌شناسان چینی، ژاپنی و عرب آنرا دیده‌اند. نمونه دیگر اس‌ان ۱۵۷۲ در ۱۵۷۲ (میلادی) بود که تیکو براهه آنرا تا دو سال پس از آن که محو شد ثبت کرد. با وجود اینکه تلسکوپ، امکان دید پدیده‌های بیشتر از فاصله‌های دورتری را می‌داد اما میدان دید کوچک آنها که همواره کمتر از ۱ درجه مربع بود. بنابراین بخت دیدن یک پدیده در موقعیت و زمان درخور، کم بود. دوربین اشمیت و دیگر اخترنگارها با میدان دید گسترده در سده ۲۰ (میلادی) ساخته شدند. اما بیشتر برای نقشه‌برداری آسمانِ بدون دگرگونی استفاده شدند.
علاقه به رویدادهای ستاره‌شناسی گذرا افزایش یافته است. زیرا بررسی آنها به اخترفیزیک‌دان‌ها اجازه می‌دهد تا سازوکار پیدایش کیهان را دریابند. استفاده از تلسکوپ‌های با میدان دید بازتر در حال گسترش است. این تلکسوپ‌ها مانند کارخانه گذرای پالومار و کاوشگرهای فضایی گایا و تلسکوپ نقشه‌برداری سینوپتیک بزرگ می‌توانند پدیده‌های بسیار بیشتری را پیدا کنند. توانایی ابزارهای نوین برای دیدن طول موج‌های نور غیر قابل دید برای چشم انسان مانند موج‌های رادیویی، فروسرخ، فرابنفش، و پرتو ایکس اندازه اطلاعات بدست آمده از رویدادهای ستاره‌شناسی گذرا را افزایش می‌دهد. طرح پیشنهادی ماهواره اولتراست امکان دید پیوسته ۲۰۰ درجه مربع را با طیف فرابفش می‌دهد. این طول موج به ویژه برای شناسایی ابرنواخترهایی که تنها چند دقیقه از آغاز آنها می‌گذرد بسیار مهم است.